# Liste de langues construites
Pour un article plus général, voir langue construite.
On appelle langue construite, parfois improprement langue artificielle, une langue qui résulte d'une création normative consciente d'un ou de plusieurs individus et qui a suscité une communauté de locuteurs. C'est notamment le cas de l'espéranto, seule langue construite comptant un nombre significatif de locuteurs, nettement plus que 90 % des locuteurs de langues construites, parlée dans plus de 120 pays du monde. Parmi les autres langues construites parlées qui ont au mieux cent fois moins de locuteurs et qui ont dépassé le stade du simple projet  on peut citer notamment son dérivé ido, le volapük qui a connu scissions et désagrégation dès 1890 et que l'espéranto a supplanté ,  l'interlingua, et plus récemment le lojban, le pandunia, le toki pona. Les langues construites parlées peuvent être distinguées des projets et esquisses de projets de langue construite, notamment de langues imaginaires utilisées dans les œuvres de fiction : klingon (Star Trek), na'vi (Avatar), elfiques (Seigneur des Anneaux), etc.
Cet article est une liste d'exemples de langues construites parlées (moins d'une dizaine) et de projets ou esquisses de langues construites - sans une communauté significative de locuteurs -. Ces langues, n'ayant pas ou quasiment pas de soutien étatique ou d'une communauté ethnique, comportent un nombre de locuteurs relativement restreint, y compris pour les plus importantes d'entre elles. 
Cette liste n'a pas pour vocation à regrouper toutes les langues construites ayant été élaborées. 
Elle vise à rendre compte de la variété des langues construites dans leur démarche, leur but ou leur portée, en nombre de locuteurs. 
Toutes les langues construites possédant un article sur Wikipédia se trouvent a priori dans la Catégorie:Langue construite.

## Langues construites
Les langues sont classées par ordre de création des langues.
Les estimations du nombre de locuteurs sont souvent difficiles[réf. souhaitée].
| Langue                      | ISO      | Date de création | Auteur                                                       | Organisme de régulation               | Locuteurs                                                                                             | Édition Wikipedia                            |
| --------------------------- | -------- | ---------------- | ------------------------------------------------------------ | ------------------------------------- | --- | -------------------------------------------- |
| volapük                     | vo - vol | 1879             | Johann Martin Schleyer                                       |                                       | 25-30. En 1889, une estimation (très large) donnait 210 000 locuteurs                                 | Wikipédia en volapük 42 009 art. - stats     |
| espéranto                   | eo - epo | 1887             | Louis-Lazare Zamenhof                                        | Académie d'espéranto                  | estim. 100 000 - 10 millions 1 000 - 2 000 natifs (1996, estim.)                                      | Wikipédia en espéranto 370 522 art. - stats  |
| ido                         | io - ido | 1907             | Louis Couturat, Louis de Beaufront                           | Uniono por la Linguo Internaciona Ido | env. 2 000 - 5 000[réf. nécessaire]                                                                   | Wikipédia en ido 56 351 art. - stats         |
| interlingue (occidental)    | ie - ile | 1922             | Edgar de Wahl                                                |                                       | 500 - 1 000[réf. nécessaire]                                                                          | Wikipédia en interlingue 13 151 art. - stats |
| interlingua                 | ia - ina | 1951             | International Auxiliary Language Association, Alexander Gode | Union Mundial pro Interlingua         | 3 000 - 10 000[réf. nécessaire]                                                                       | Wikipédia en interlingua 29 934 art. - stats |
| lingua franca nova (lfn)    | lfn      | 1965             | George Boeree                                                |                                       | env. 30[réf. nécessaire]                                                                              | Wikipédia en lfn 4 462 art. - stats          |
| kotava                      | avk      | 1978             | Staren Fetcey                                                | Kotava Avaneda                        | env. 40[réf. nécessaire]                                                                              | Wikipédia en kotava 29 892 art. - stats      |
| klingon                     | tlh      | 1984             | Marc Okrand                                                  | The Klingon Language Institute        | env. 2 500 locuteurs[réf. nécessaire]                                                                 | Édition supprimée en 2005                    |
| lojban                      | jbo      | 1987             | Réformistes du loglan                                        |                                       | 20 - 100[réf. nécessaire]                                                                             | Wikipédia en lojban 1 338 art. - stats       |
| toki pona                   | tok      | 2001             | Sonja Elen Kisa                                              |                                       | une trentaine de locuteurs de bon niveau, quelques centaines d'un niveau raisonnable[réf. nécessaire] |                                              |
| interslave                  | isv      | 2006             | Jan van Steenbergen et Vojtěch Merunka                       |                                       | 2 000 - 10 000[réf. nécessaire]                                                                       |                                              |
| lingwa de planeta (lidepla) |          | 2010             | Dmitri Ivanov                                                |                                       | env. 50 (estimation basée sur une partie des membres actifs du groupe Facebook)                       |                                              |

## Langues et projets de langues construites, classées par but

### Langues et projets de langues  à vocation internationale

#### Langues internationales auxiliaires
- Elles ont plus de 1000 locuteurs, peuvent traduire les chefs-d'œuvre de la littérature mondiale et la littérature scientifique, ont une implantation sur les cinq continents, une expérience plus que décennale...
- espéranto (1887), de très loin la plus répandue des langues construites par son nombre de locuteurs, sa littérature, sa musique. etc.
- ido (1907 Vienne, Autriche et Paris, France), espéranto réformé, plus naturaliste que ce dernier, fut créé spécifiquement pour devenir langue commune en Europe en 1907 par la délégation des responsables représentant leurs pays européens.
- interlingua (1951), langue latine naturaliste, se lisant aisément mais s'écrivant plus difficilement.

#### Projets de langues  à vocation internationale
Elles n'ont qu'une partie des caractéristiques des langues internationales et généralement très peu ou pas de locuteurs
- afrihili, basée sur les langues bantoues, langues à classes
- BASIC English (1930), 850 mots standards, grammaire réduite et simplifiée. BASIC est l'abréviation de British, American, Scientific, International, Commercial caractérisant les domaines de prédilection de la langue
- bolak ou langue bleue (1899), langue internationale destinée à favoriser le libre-échange intellectuel et le commerce international. Projet abandonné par l'auteur en faveur de l'Ido.
- l'espéranto a  donné naissance à des projets plus ou moins nouveaux ou parfois de simples réformes
  - mondlango (2002), créée à partir de l'espéranto et de l'anglais
  - neo, un simili espéranto plus latin et naturel
  - signuno, espéranto en langue des signes
- interglossa, glosa (1943), langue analytique (grammaire chinoise, vocabulaire gréco-latin)
- kotava (1978), langue a priori, semi-flexionnelle avec un riche système d'affixes (préfixes, suffixes)
- Lingwa De Planeta (2010), fondée sur les langues les plus parlées dans le monde : l'arabe, le chinois, l'anglais, le français, l'allemand, le hindi, le persan, le portugais, le russe et l'espagnol.
- lingua franca nova (1998), langue latine en plus analytique, inspirée de la lingua franca du Moyen Âge
- latino sine flexione (1903), latin simplifié, inventé par le célèbre mathématicien italien Giuseppe Peano
- lingua sistemfrater, la langue la plus simple au monde, selon son auteur Pham Xuan Thai, l'un des rares créateurs de langues artificielles vivant en Asie; sa grammaire copiant la simplicité grammaticale des langues asiatiques telles que le chinois ou l'indonésien en ferait la langue universelle par excellence, d'autant que l'auteur traduisit la Charte de l'ONU et d'importants textes philosophiques et religieux pour démontrer son aptitude à cet égard. Tous ses mots sont totalement invariables, l'alphabet n'est que de 18 lettres toutes exemptes d'accent, le vocabulaire hautement international
- MaCuSi (2022), Le principe du MaCuSi est de n'avoir que 85 mots. Avec l'arrangement de ces 85 mots, il est possible de générer théoriquement plus de 377 milliards de mots différents d’une à six syllabes. L'idée générale étant de ne pas devoir apprendre autre chose que les 85 mots de base mais de comprendre ou de découvrir les combinaisons possibles et logiques, de repousser les limites du langage pour servir de moyen de communication entre locuteurs de langues différentes.
- novial (1928), compromis entre l'ido et l'occidental
- occidental (1922), langue latine assez simple (devenue ensuite Interlingue)
- pandunia (2007), langue fortement analytique à vocabulaire mondial, dont les objectifs sont un apprentissage rapide, une écriture et une prononciation aisées.
- formulaire de mathématiques de Peano, utilise un système de signes permettant d'écrire théoriquement toutes les propositions logiques et mathématiques, pour permettre aux mathématiciens d'exposer et d'analyser les mathématiques en s'affranchissant du langage naturel. A inspiré plusieurs symboles encore utilisés par les mathématiciens.
- slovianski & slovio (1999), basées sur le slave commun (russe, polonais, tchèque…)
- La langue musicale universelle de François Sudre, souvent appelée solrésol (1822 .. 1868), composée uniquement des sept notes de la gamme musicale, afin de pouvoir communiquer avec n'importe qui dans le monde (même sourd ou aveugle) (do → négation ; sol → condition) ; François Sudre avait d'abord imaginé une langue utilisant seulement les 4 notes naturelles du clairon et qui n'avait pas une telle universalité, mais était seulement un système d'intercommunication militaire[réf. nécessaire]
- stœchiophonie de Henri Joseph François Parrat (1858)
- Universal glot (1868), langue composite européenne inventée par Jean Pirro, considérée comme "le premier système linguistique complet basé sur des éléments communs provenant de langues nationales".
- uropi (1986) langue à racines communes indo-européennes, fondée par Joël Landais.
- volapük, langage ayant eu un succès foudroyant à partir de 1879 et quasiment mort 10 ans plus tard, nombre de ses locuteurs ayant alors rallié l'espéranto
- zilengo, créée par le japonais Asajiro Oka

### Projets de langues à vocation interplanétaire
- aUI (1950), langage visant à être compris par des extraterrestres, basé sur 32 symboles
- F fondamental (langue), langage universel.
- lincos (abréviation de lingua cosmica) (1960), langue articifielle créée par Hans Freudenthal et destinée à communiquer avec des extraterrestres[3].

### Projets de langues à vocation artistique ou expérimentale
- allnoun, grammaire réduite au strict minimum, langue composée entièrement de noms et d'opérateurs logiques
- aneuvien, persolangue mêlant un caractère tout à la fois logique, nuancé et naturaliste. Pouvant être perçu comme une association de plusieurs concepts.
- brithenig, expérience intellectuelle imaginant ce qu'aurait été l'anglais s'il avait évolué à partir du latin, base pour l'uchronie d'Ill Bethisad
Évolution du latin dans un monde parallèle
- elko, langue logique fondée sur les mythologies du monde entier.
- F fondamental (langue), langage universel.
- Ithkuil, langue créée par John Quijada en 1978, dans le but d'exprimer la pensée humaine dans toute sa complexité, le plus explicitement possible.
- kobold, langue agglutinante à racines latines, influencée par le turc ou le finnois, parlée dans le pays virtuel du Koboxora (« pays des Kobolds »).
- láadan, langue fictionnelle à prédominance féminine et matriarcale, créée par Suzette Haden Elgin
- loglan (1955), langue fondée sur la logique des prédicats de premier ordre, créée par le linguiste James Cooke Brown
  - lojban (1987), dissidence du loglan, fondée sur les mêmes principes mais avec un vocabulaire différent
- ro (1906), plus une méthode de classement qu'une langue, étude philosophique cherchant, par l'intermédiaire de dessins, à permettre au lecteur de comprendre les nouveaux mots qu'il rencontre.
- toki pona (2001), expérience de minimisation : 118 mots, une grammaire très réduite
- wenedyk, si les Slaves avaient été romanisés…
- Galáthach, reconstruction moderne du gaulois qui aurait évolué de la même façons que les langues celtiques insulaires.

## Projets de langues à idéogrammes
- aUI, voir supra "Langues à vocation interplanétaire"
- Bliss (1942), composée d'environ 3000 idéogrammes, développée par Charles K. Bliss, utilisée dans les hôpitaux nord-américains pour communiquer avec des personnes muettes, paralytiques ou paraplégiques
- F fondamental (langue), langage universel.

## Projets de langues fictives
Voir l'article Langue imaginaire et la Catégorie:Langue de fiction.
- la langue des Utopiens, habitants de l'Utopie de Thomas More
- énochien, langue créée par John Dee au XVIe siècle et aussi appelée "langage des anges" ;
- dans l'œuvre de Edgar Rice Burroughs (Tarzan) : la langue grand-singe. Des poèmes en langue grand-singe ont été écrits par Jacques Jouet, écrivain de l'Oulipo, puis par les oulipiens Hervé Le Tellier et Frédéric Forte ;
- dans l'œuvre de Tolkien :
  - noir parler (langue des Orques),
  - khuzdûl (langue des Nains),
  - quenya (langue des Hauts Elfes),
  - sindarin (langue des Elfes Gris),
  - adûnaïque (langue des Númenoréens),,
  - ouistrain (langue véhiculaire en Terre du Milieu) ;
- novlangue (simplification de l'anglais visant à rendre impossible l'expression des idées subversives, puis à limiter les libertés  personnelles, dans le roman 1984 de George Orwell) ;
- baronh, langue des Abh, créée par Hiroyuki Morioka pour Crest of the Stars ;
- F fondamental (langue), langage universel.
- klingon (langue des Klingons dans Star Trek, créée par Marc Okrand) ;
- syldave (langue de la Syldavie, des aventures de Tintin) ;
- kobaïen (langue créée par Christian Vander avec le groupe Magma dans les années 1970) ;
- europanto (langue formalisée par Diego Marani et utilisée dans son Las adventures des inspector Cabillot, 1999) ;
- paralloïdre (langue du poète André Martel) ;
- asa'pili (langue créée par P.M. dans son essai bolo'bolo sur une possible société écologiste) ;
- al Bhed (langue d'un peuple du jeu vidéo Final Fantasy X) ;
- schtroumpf la langues des schtroumpfs ;
- na'vi la langue des indigènes de la planète Pandora (film Avatar, de James Cameron) ;
- dothraki la langue fictive parlée par le peuple Dothraki dans la série Le Trône de fer ;
- Haut valyrien langue fictive héritée de l'ancienne Valyria dans la série phénomène Le Trône de fer ;
- d'ni, langue fictive associée au peuple D'ni dans l'univers du jeu vidéo Myst ;
- nadsat, argot anglo-russe inventé par Anthony Burgess dans son roman L'Orange mécanique ;
- Thalassien, langue fictive associée au peuple des Elfes de Sang dans le jeu World of Warcraft ;
- simlish, langue improvisée utilisée dans la série de jeux vidéo Les Sims ;
- vonlenska (langue créée par Jón Þór Birgisson avec le groupe Sigur Rós dans les années 1990) ;
- wardwesân, langue dans laquelle ont été rédigés les textes de Ward Ier-IIe siècle de Frédéric Werst.
- belter créole, langue utilisée par les ceinturiens dans la série The Expanse.